# Брайант, Анита
Анита Брайант (англ. Anita Bryant; род. 25 марта 1940 года, Барнсдолл, Оклахома, США — 16 декабря, 2024, Эдмонд, Оклахома, США) — американская певица и активистка, наиболее известная как антигомосексуальная активистка. Певческая карьера Брайант пришлась на конец 1950-х — начало 1960-х годов, наивысшего успеха в чартах она добилась с песней «Paper Roses» (#5 Billboard).
Будучи христианкой баптистского вероисповедания, Брайант стала участницей организованного противостояния ЛГБТ-движению в США, считая его формой «пропаганды гомосексуализма», а с 1977 года — публичным лицом кампании «Спасите наших детей», направленной на отмену поправки о недопущении дискриминации на рабочих местах (в частности, в школах) по признаку сексуальной ориентации к закону округа Дейд штата Флорида.
Брайант стала одной из первых широко известных личностей в США, продвигавших понятие «гомосексуального плана».

## Биография
Анита Джейн Брайант родилась в Барнсдолле, Оклахома, а детские годы провела в разных городах: Вельма-Альма, Тишоминго, Мидуэст-Сити и Талса. В шестилетнем возрасте девочка впервые выступила на сцене, а три года спустя победила в своем первом музыкальном конкурсе, после чего была замечена телепродюсерами и была приглашена в телепрограмму Артура Годфри. В 1956 году «Девушка в красных перьях» (англ. Red Feather Girl) из Оклахомы выпустила свою первую пластинку, «Sinful to Flirt», начав таким образом музыкальную карьеру. В 1958 году она стала победительницей конкурса «Мисс Оклахома» и заняла второе место в конкурсе «Мисс Америка».

### Музыкальная карьера
В 1958 году Анита Брайант подписала контракт с Carlton Records и год спустя вошла в чарты с «'Till There Was You», песней из фильма «The Music Man» (#30, Billboard).
На Carlton вышли три альбома Брайант: Anita Bryant, In Your Home Tonight и In My Little Corner of the World, а также хит «Wonderland of Night» (1960). успешными были её гастроли с Billy Graham Crusade. В 1961 году Брайант дала свои первые концерты в составе труппы Боба Хоупа. В 1962 году она перешла на Columbia Records и здесь впервые начала, в числе прочих, выпускать альбомы исключительно религиозной тематики.

#### Концерты в составе Hope Holiday Troupe
Для американских военнослужащих 1960-х годов имя Аниты Брайант оказалось прочно связано со знаменитыми Рождественскими турами Боба Хоупа. Как вспоминала позже певица, однажды Хоуп сказал ей: «Слетай с нами хотя бы разок, Анита, и это войдет в твою кровь». Она согласилась и зимой 1961 года дебютировала в составе Hope Holiday Troupe концертом на одной из американских военных баз в Карибском бассейне.
Как отмечается в биографии Брайант, для 21-летней певицы «это было действительно счастье: оказаться в одной компании с Энди Уильямсом, Жа Жа Габор и Дженис Пейдж». Именно Брайант завершила концерты труппы 1981 года на базе Гуантанамо исполнением «Silent Night». Слова Хоупа оказались пророческими: в течение последующих семи лет певица регулярно гастролировала с его труппой.
Во Вьетнаме труппа Хоупа выступала на передовой, куда не решался проникнуть никто из гражданских. Брайант говорила, что на всю жизнь запомнила, как спела «Silent Night» в ночном мраке среди трассирующих пуль, свистящих над головой, стоя на земле, содрогавшейся от разрывов снарядов. Позже о сильнейшем впечатлении от этого исполнения вспоминали вьетнамские ветераны, из числа присутствовавших на этом ночном концерте. За свои фронтовые выступления Анита Брайант была в разное время награждена тремя медалями (USO National Guard Medallion, Veterans of Foreign Wars Leadership Gold Medallion, Al Jolson Gold Medal Award).

#### Выступления в Белом Доме
Особую известность Аните Брайант принесло исполнение «Боевого гимна Республики», патриотического гимна времен Гражданской войны, само название которого начиная с середине 1960-х годов у широкой публики стало ассоциироваться с именем певицы. О её выступлении 1968 года на партийных конвенциях республиканской и демократической партий журнал Variety писал:

Исполнение Анитой Брайант патриотического гимна «Боевой гимн Республики» заставило подняться первых лиц как Республиканской, так и Демократической партии — это была дань уважения певице и её уникальному, ни с чем не сравнимому стилю. — Лиз Карпентер, вашингтонская корреспондентка журнала
С этим гимном Брайант несколько раз выступила в Белом Доме, и каждый раз её встречали и провожали стоя, овациями. Президент Линдон Б. Джонсон перед смертью выразил пожелание, чтобы на его похоронах прозвучали «Battle Hymn» в исполнении Аниты Брайант и проповедь Билли Грэма. В начале 1973 года Анита Брайант исполнила этот завет.

#### Рекламная и коммерческая деятельность
Во второй половине 1960-х годов Брайант занялась успешной коммерческой деятельностью, получив контракты от Coca-Cola, Kraft Foods, Holiday Inn и Tupperware. Согласно опросу 1970 года 75 % американских телезрителей могли точно сказать, кто такая Анита Брайант, и какой именно она рекламирует продукт.
Общенациональную и мировую известность принесла Аните Брайант деятельность(в 1968—1980 годах) на поприще официальной представительницы компании Florida Citrus Growers. Он снялась и выступила в 86 рекламных акциях, получив прозвище «Девушка у солнечного дерева» (англ. Sunshine-Tree Girl). Она была введена в «Зал славы цитрусовых» штата Флорида, став здесь самым молодым лауреатом в истории.
Лондонская газета «Дэйли Мэйл» писала:

Анита Брайант — это нечто редкостное. Она не рекламирует апельсиновый сок: она приближается к камере и начинает говорить: о себе, о Боге, сок упоминая лишь невзначай… На <европейском> континенте многие всё ещё представляют американцев благодетельными, набожными и искренними людьми, на которых приятно смотреть. Анита Брайант воплощает все эти качества. Она олицетворяет суть, которая — как многим из нас хотелось бы верить, — кроется в самом сердце Соединённых Штатов. Эта леди — народная героиня, антидот Уотергейту. Анита Брайант — символ процесса, в ходе которого Америка пытается вернуть себе самоуважение.
В 1970-х года Анита Брайант подписала контракт с религиозным лейблом Wood Records, однако, как отмечает Allmusic, в процессе творческой трансформации утратила тот яркий и бойкий стиль исполнения, с которым прежде ассоциировалась.

### Общественная деятельность
В 1977 году группа гей-активистов из Майами, штат Флорида, сумела добиться принятия закона о гражданских правах, который объявлял незаконной дискриминацию по признаку сексуальной ориентации на территории округа Майами-Дейд (Майами стал одним из почти 40 городов США, которые в 1977 году приняли подобные законы).
В ответ на это группа христианских фундаменталистов, которую возглавила Анита Брайант, организовала кампанию «Спасите наших детей», основанную на представлении христиан-консерваторов о греховности гомосексуальности и якобы существующих угрозах «вербовки в гомосексуализм» детей и растления малолетних. Брайант также утверждала, что принятие этого закона нарушает её право учить детей библейской морали. Её активно поддерживал баптистский пастор и телепроповедник Джерри Фалуэлл.
Брайант и компания собрали 64 000 подписей, чтобы вынести на референдум округа вопрос об отмене этого закона. Благодаря фондам, частично пополняемым «Флоридской комиссией цитрусовых», представительницей которой была Брайант, они организовали рекламную кампанию на телевидении, в которой свой Парад апельсинового шара противопоставляли параду Дня свободы геев в Сан-Франциско, внушали жителям, что округ Дейд будет превращён в «рассадник гомосексуализма», где «мужчины… резвятся с маленькими мальчиками». В итоге при рекордной за всю историю округа Дейд явке избирателей 69 % из них проголосовали за отмену принятого закона. Под давлением общественности, проголосовавшей на референдуме, в округе Дэйд 7 июня 1977 года была аннулирована поправка о запрещении дискриминации. Она была возвращена лишь 20 лет спустя в 1998 году.

14 октября 1977 года. Анита Брайант стала одной из первых, кому бросили пирог в лицо в качестве политической акции.

В качестве ответа в том же году Анита Брайант получила тортом в лицо, выступая по телевидению. Она, заметив, что «пирог, по крайней мере, фруктовый», тут же начала молиться, чтобы Бог простил сделавшего это активиста за его неправильный образ жизни. Её муж заявил, что не собирается мстить, но последовал за протестующими и бросил пирог им вдогонку.
Также гей-сообщество приняло ответные меры против Брайант, организовав общенациональный бойкот апельсинового сока. Гей-бары по всей Северной Америке заменили в своём меню коктейль «отвёртка» на «Аниту Брайант», который был сделан на основе сока яблока и водки. Доходы от продаж были отправлены на борьбу против антигомосексуальной кампании.
В течение 1977 и в начале 1978 годов в ходе общенациональной компании Аниты Брайант законы о гражданских правах были отвергнуты избирателями в Сент-Поле (Миннесота), Уичите (Канзас) и Юджине (Орегон), но сохранился в Сиэтле (Вашингтон). Этот успех привел к попытке принять в Калифорнии «Поправку 6», прозванную «инициативой Бриггса». Предложенный закон подвергал принудительному увольнению из государственных школ учителей-геев, а также сотрудников, поддерживающих права геев или нейтрально высказывающихся о гомосексуальности. Но эта инициатива потерпела поражение на референдуме: «против» проголосовало 58,4 % избирателей Калифорнии, а в Сан-Франциско против этой поправки проголосовали 75 % горожан.
В это же время стала разворачиваться компания бойкота апельсинового сока, к ней присоединились Барбра Стрейзанд, Бетт Мидлер, Пол Уильямс, Карролл О'Коннор, Джон Уотерс, Мэри Тайлер Мур и Джейн Фонда. В результате «Флоридская комиссия цитрусовых» в 1979 году расторгла контракт с Анитой Брайант. Как утверждается в официальной биографии Аниты Брайант, в её адрес посыпались телефонные звонки и письма с угрозами (убийства, похищения детей, подложенных бомб и т. д.), она стала получать посылки с человеческими испражнениями и куклами вуду. Как утверждал репортер Seattle News, Брайант стала «удобной мишенью для психопатов».
Активисты гей-движения по сей день ассоциируют имя Аниты Брайант с религиозным фанатизмом и гомофобией. Их оппоненты считают певицу, которая, следуя своим представлениям о христианских моральных ценностях, «…всего лишь говорила то, что думает, и не отреклась от своих слов…» жертвой хорошо спланированной акции преследования за убеждения.

### 1980 — последующие годы
В интервью Ladies Home Journal (декабрь 1980), объясняя свою позицию, Брайант говорила:

Мне гораздо ближе принцип «живи и давай жить другим»: просто не нужно <гомосексуализм> выставлять напоказ или пытаться узаконитьОригинальный текст (англ.)I’m more inclined to say live and let live, just don’t flaunt it or try to legalize it.— Cliff Jahr, «Anita Bryant’s Startling Reversal», Ladies Home Journal 97 (December 1980), 60-68
Несмотря на то, что кампания против геев имела успех, дальнейшая жизнь самой Аниты этого успеха не имела. Развод с первым мужем сыграл роковую роль в жизни и карьере Аниты Брайант, что привело к её разрыву с христианами-фундаменталистами. Она потеряла коммерческие контракты, шоу-бизнес устроил ей обструкцию. В 1980 году в интервью Ladies Home Journal она сказала: «Церковь должна проснуться и найти способ справиться с разводами и проблемами женщин». Она также выразила сочувствие феминистским устремлениям, учитывая её собственный опыт эмоциональных злоупотреблений в рамках её предыдущего брака. В 1990 году она вступила во второй брак с Чарли Хобсоном Драем (англ. Charlie Hobson Dry), бывшим лётчиком-испытателем НАСА; супружеская пара переехала в Озаркс, где Брайант попыталась вновь начать музыкальную карьеру. В 1992 году Анита Брайант подробно рассказала историю своего «изгнания из Рая» в биографической книге «Новый день» (англ. A New Day). В 1998 году Брайант и Драй создали собственный музыкальный театр в Пиджин-Фордже, штат Теннесси, однако дважды, в 1999 и 2001 годах, признавались банкротами.
В 2005 году певица была приглашена для выступления на праздничную церемонию, посвящённую столетию Барнсдолла.
В 2021 году внучка Брайант, Сара Грин, публично объявила о предстоящем браке с женщиной, но при этом призналась, что ей трудно решить, стоит ли приглашать бабушку на церемонию.

## Дискография (избранное)

### Хит-синглы
| Год  | Заголовок                             | Место в чартах | Место в чартах |
| Год  | Заголовок                             | US Pop         | US R&B         |
| ---- | ------------------------------------- | -------------- | -------------- |
| 1959 | «Till There Was You»                  | 30             | —              |
| 1959 | «Six Boys and Seven Girls»            | 62             | —              |
| 1959 | «Do-Re-Mi»                            | 94             | —              |
| 1960 | «Paper Roses»                         | 5              | 16             |
| 1960 | «In My Little Corner of the World»    | 10             | —              |
| 1960 | «One of the Lucky Ones»               | 62             | —              |
| 1960 | «Promise Me a Rose (A Slight Detail)» | 78             | —              |
| 1961 | «Wonderland by Night»                 | 18             | —              |
| 1961 | «A Texan and a Girl from Mexico»      | 85             | —              |
| 1961 | «I Can’t Do It by Myself»             | 87             | —              |
| 1964 | «The World of Lonely People»          | 59             | —              |

### Альбомы
- 1961 — Kisses Sweeter Than Wine
- 1962 — Abiding Love
- 1962 — In a Velvet Mood
- 1962 — The ABC Stories of Jesus
- 1962 — As Long as He Needs Me
- 1963 — The Country’s Best
- 1964 — The World of Lonely People
- 1965 — I Believe
- 1965 — Mine Eyes Have Seen the Glory
- 1967 — Christmas with Anita Bryant: Do You Hear What I Hear?
- 1967 — How Great Thou Art
- 1967 — In Remembrance of You
- 1968 — The Anita Bryant Christmas Album
- 1972 — Anita Bryant…Naturally[19]